# 89455 Metzendorf
89455 Metzendorf è un asteroide della fascia principale. Scoperto nel 2001, presenta un'orbita caratterizzata da un semiasse maggiore pari a 2,3736427 au e da un'eccentricità di 0,1397197, inclinata di 7,24599° rispetto all'eclittica.